# Gondrecourt-Aix
Pour les articles homonymes, voir Gondrecourt et Aix.
Gondrecourt-Aix est une commune française située dans le département de Meurthe-et-Moselle, en région Grand Est.

## Géographie
|                         | Affléville      | Norroy-le-Sec     |
| Rouvres-en-Woëvre Meuse | Gondrecourt-Aix |                   |
| Béchamps                |                 | Fléville-Lixières |

### Hydrographie

#### Réseau hydrographique
La commune est traversée par la ligne de partage des eaux entre les bassins versants du Rhin et de la Meuse au sein du bassin Rhin-Meuse. Elle est drainée par le ruisseau de Rouvres, le ruisseau du Moulin de Darmont et l'Othain,.
Le ruisseau du Moulin de Darmont, d'une longueur de 14 km, prend sa source dans la commune  et se jette  dans l'Orne à Buzy-Darmont, après avoir traversé six communes. 

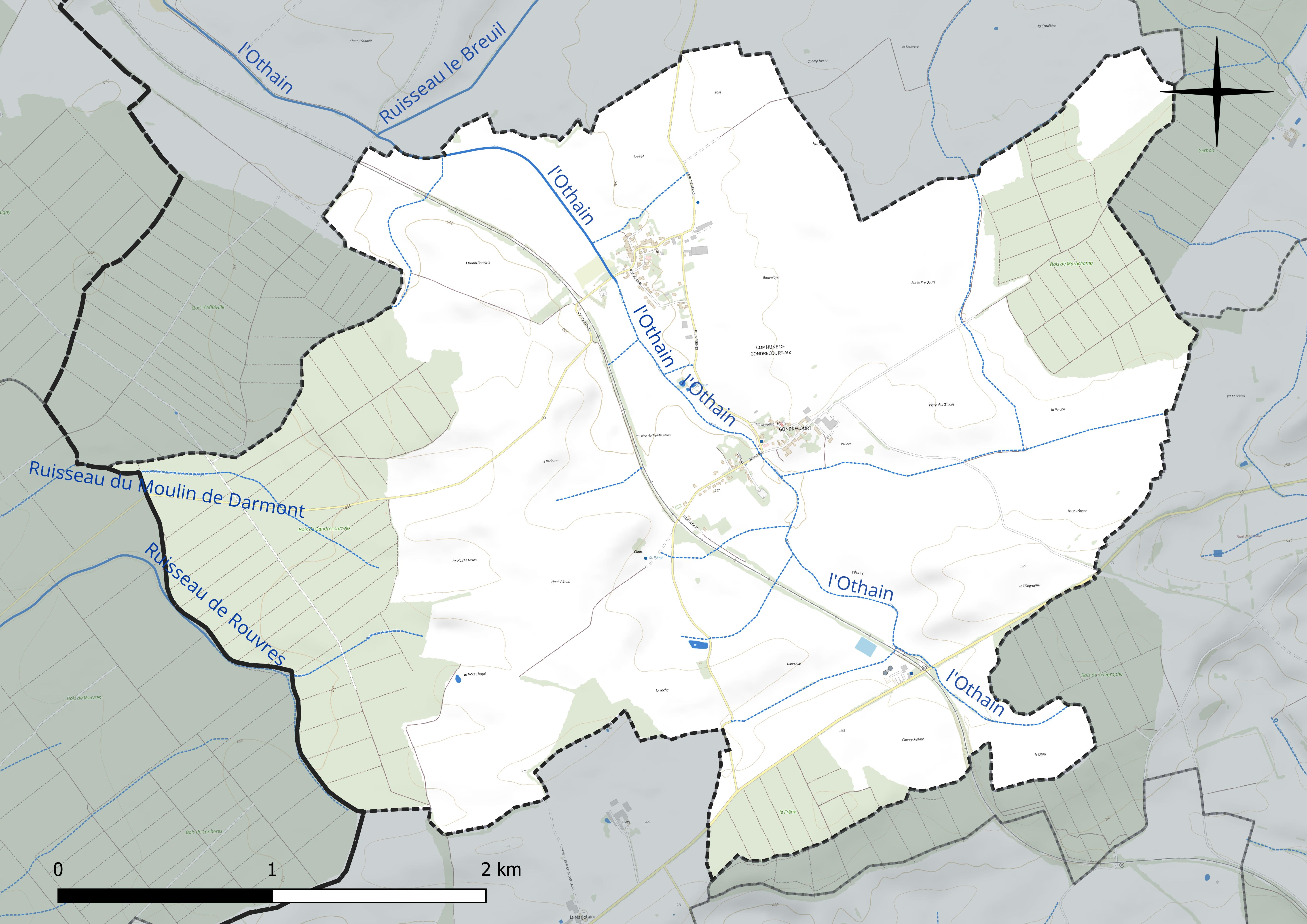
Réseau hydrographique de Gondrecourt-Aix.

#### Gestion et qualité des eaux
Le territoire communal est couvert par le schéma d'aménagement et de gestion des eaux (SAGE) « Bassin ferrifère ». Ce document de planification concerne le périmètre des anciennes galeries des mines de fer, des aquifères et des bassins versants hydrographiques associés qui s’étend sur 2 418 km2. Les bassins versants concernés sont celui de la Chiers en amont de la confluence avec l'Othain, et ses affluents (la Crusnes, la Pienne, l'Othain), celui de l'Orne et ses affluents et celui de la Fensch, le Veymerange, la Kiesel et les parties françaises du bassin versant de l'Alzette et de ses affluents (Kaylbach, ruisseau de Volmerange). Il a été approuvé le 27 mars 2015. La structure porteuse de l'élaboration et de la mise en œuvre est la région Grand Est. 
La qualité des cours d’eau peut être consultée sur un site dédié géré par les agences de l’eau et l’Agence française pour la biodiversité. 

### Climat
Pour des articles plus généraux, voir Climat du Grand Est et Climat de Meurthe-et-Moselle.
En 2010, le climat de la commune est de type climat des marges montargnardes, selon une étude du Centre national de la recherche scientifique s'appuyant sur une série de données couvrant la période 1971-2000. En 2020, Météo-France publie une typologie des climats de la France métropolitaine dans laquelle la commune est dans une zone de transition entre le climat océanique altéré et le climat océanique altéré et est dans la région climatique  Lorraine, plateau de Langres, Morvan, caractérisée par un hiver rude (1,5 °C), des vents modérés et des brouillards fréquents en automne et hiver. 
Pour la période 1971-2000, la température annuelle moyenne est de 9,6 °C, avec une amplitude thermique annuelle de 16,3 °C. Le cumul annuel moyen de précipitations est de 875 mm, avec 13 jours de précipitations en janvier et 9,3 jours en juillet. Pour la période 1991-2020, la température moyenne annuelle observée sur la station météorologique de Météo-France la plus proche, « Rouvres-en-woevre », sur la commune de Rouvres-en-Woëvre à 7 km à vol d'oiseau, est de 10,8 °C et le cumul annuel moyen de précipitations est de 668,3 mm. 
La température maximale relevée sur cette station est de 40,2 °C, atteinte le 24 juillet 2019 ; la température minimale est de −15,4 °C, atteinte le 7 février 2012,,. 
Les paramètres climatiques de la commune ont été estimés pour le milieu du siècle (2041-2070) selon différents scénarios d'émission de gaz à effet de serre à partir des nouvelles projections climatiques de référence DRIAS-2020. Ils sont consultables sur un site dédié publié par Météo-France en novembre 2022.

## Urbanisme

### Typologie
Au 1er janvier 2024, Gondrecourt-Aix est catégorisée commune rurale à habitat dispersé, selon la nouvelle grille communale de densité à sept niveaux définie par l'Insee en 2022.
Elle est située hors unité urbaine. Par ailleurs la commune fait partie de l'aire d'attraction de Val de Briey, dont elle est une commune de la couronne,. Cette aire, qui regroupe 14 communes, est catégorisée dans les aires de moins de 50 000 habitants,.

### Occupation des sols
L'occupation des sols de la commune, telle qu'elle ressort de la base de données européenne d’occupation biophysique des sols Corine Land Cover (CLC), est marquée par l'importance des territoires agricoles (76,4 % en 2018), une proportion sensiblement équivalente à celle de 1990 (75,9 %). La répartition détaillée en 2018 est la suivante : terres arables (69,6 %), forêts (23,6 %), zones agricoles hétérogènes (5,5 %), prairies (1,3 %). L'évolution de l’occupation des sols de la commune et de ses infrastructures peut être observée sur les différentes représentations cartographiques du territoire : la carte de Cassini (XVIIIe siècle), la carte d'état-major (1820-1866) et les cartes ou photos aériennes de l'IGN pour la période actuelle (1950 à aujourd'hui).

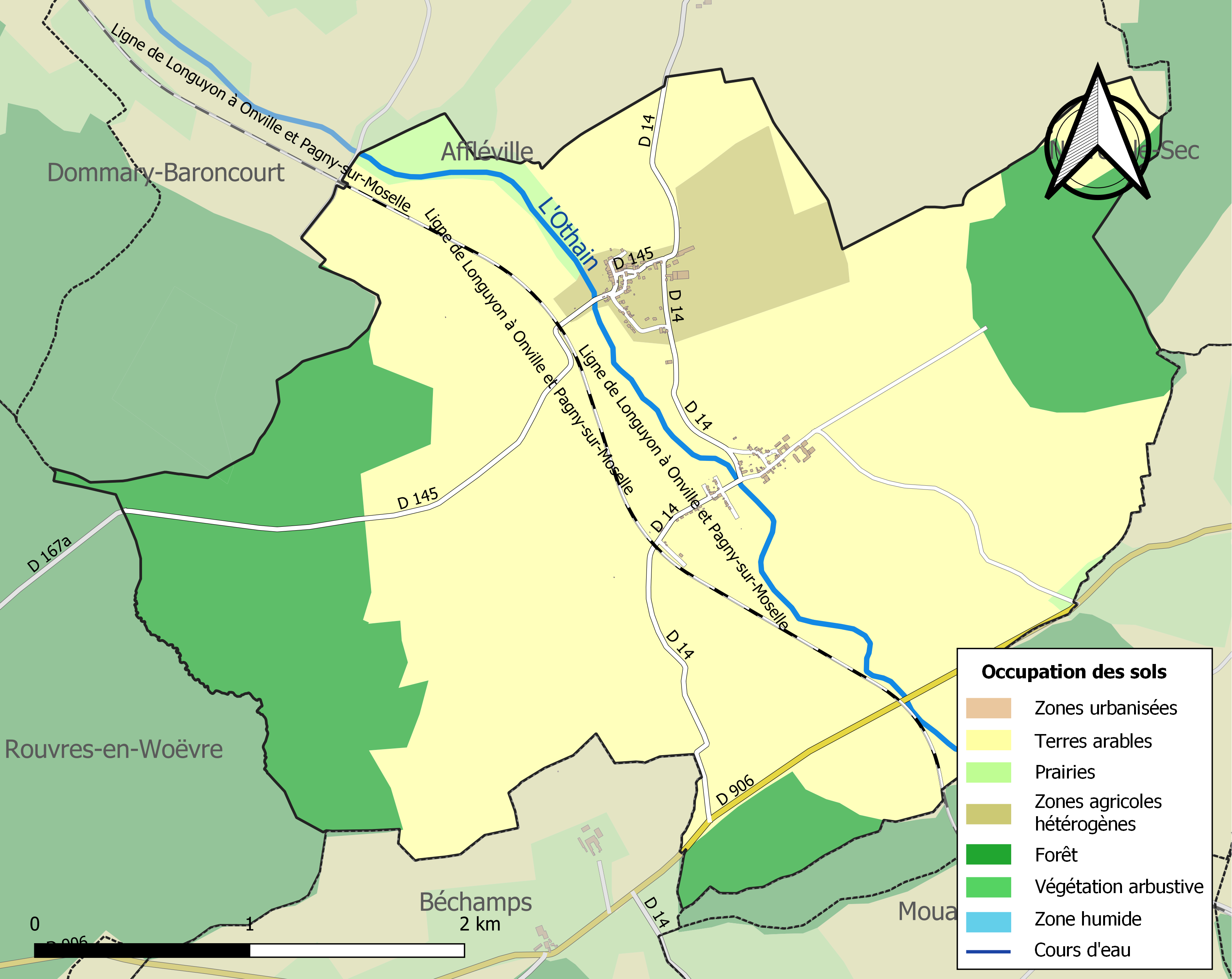
Carte des infrastructures et de l'occupation des sols de la commune en 2018 (CLC).

## Toponymie
Gondrecourt est attesté sous les formes Gontrecuria (1046) ; Gondircourt (XVe siècle) ; Gondecourt (XVIIe siècle) ; Condrecourt (1605) ; Gondrecourt en Woevre (XVIIIe siècle) ; Neuvron le Château (1779) ; Contrecuria ou Gontreni curtis.

Aix ou Aische, ancien village, est attesté sous les formes Aix (1275) ; Aiz (1386) ; Aiz prez Gondrecourt (1445) ; Aixe devant Gondrecourt (1497) ; Exe (XVIIe siècle) ; Aisches (1749) ; Asch, Aische (1756). En lorrain : Aich.

Aix est une formation toponymique gallo-romaine que l'on rencontre du sud au nord sur le territoire de l'ancienne Gaule, voir Aix. Elle est issue du latin aquis, forme à l'ablatif locatif pluriel du latin aqua « eau ».

## Histoire
La commune actuelle a été créée en 1811, par la fusion des communes de Gondrecourt et d'Aix.
- En 1817, Gondrecourt, village de l'ancienne province du Barrois sur l'Othain. À cette époque, il y avait 198 habitants répartis dans 32 maisons.
- En 1817, Aix, village de l'ancienne province du Barrois sur l'Othain. À cette époque, il y avait 196 habitants répartis dans 37 maisons.

## Population et société

### Démographie
L'évolution du nombre d'habitants est connue à travers les recensements de la population effectués dans la commune depuis 1793. Pour les communes de moins de 10 000 habitants, une enquête de recensement portant sur toute la population est réalisée tous les cinq ans, les populations de référence des années intermédiaires étant quant à elles estimées par interpolation ou extrapolation. Pour la commune, le premier recensement exhaustif entrant dans le cadre du nouveau dispositif a été réalisé en 2004.

En 2022, la commune comptait 180 habitants, en évolution de +1,12 % par rapport à 2016 (Meurthe-et-Moselle : −0,13 %, France hors Mayotte : +2,11 %).
| 1793 | 1800 | 1806 | 1821 | 1836 | 1841 | 1861 | 1866 | 1872 |
| ---- | ---- | ---- | ---- | ---- | ---- | ---- | ---- | ---- |
| 263  | 174  | 183  | 385  | 413  | 423  | 434  | 457  | 373  |

| 1876 | 1881 | 1886 | 1891 | 1896 | 1901 | 1906 | 1911 | 1921 |
| ---- | ---- | ---- | ---- | ---- | ---- | ---- | ---- | ---- |
| 475  | 400  | 381  | 366  | 331  | 309  | 319  | 354  | 315  |

| 1926 | 1931 | 1936 | 1946 | 1954 | 1962 | 1968 | 1975 | 1982 |
| ---- | ---- | ---- | ---- | ---- | ---- | ---- | ---- | ---- |
| 271  | 231  | 243  | 247  | 298  | 235  | 169  | 141  | 137  |

| 1990 | 1999 | 2004 | 2006 | 2009 | 2014 | 2019 | 2022 | - |
| ---- | ---- | ---- | ---- | ---- | ---- | ---- | ---- | - |
| 143  | 146  | 168  | 178  | 179  | 183  | 175  | 180  | - |

## Culture locale et patrimoine

### Lieux et monuments

#### Édifices civils
- Fontaine XIXe à Gondrecourt.
- Fontaine monumentale à Aix.

#### Édifices religieux

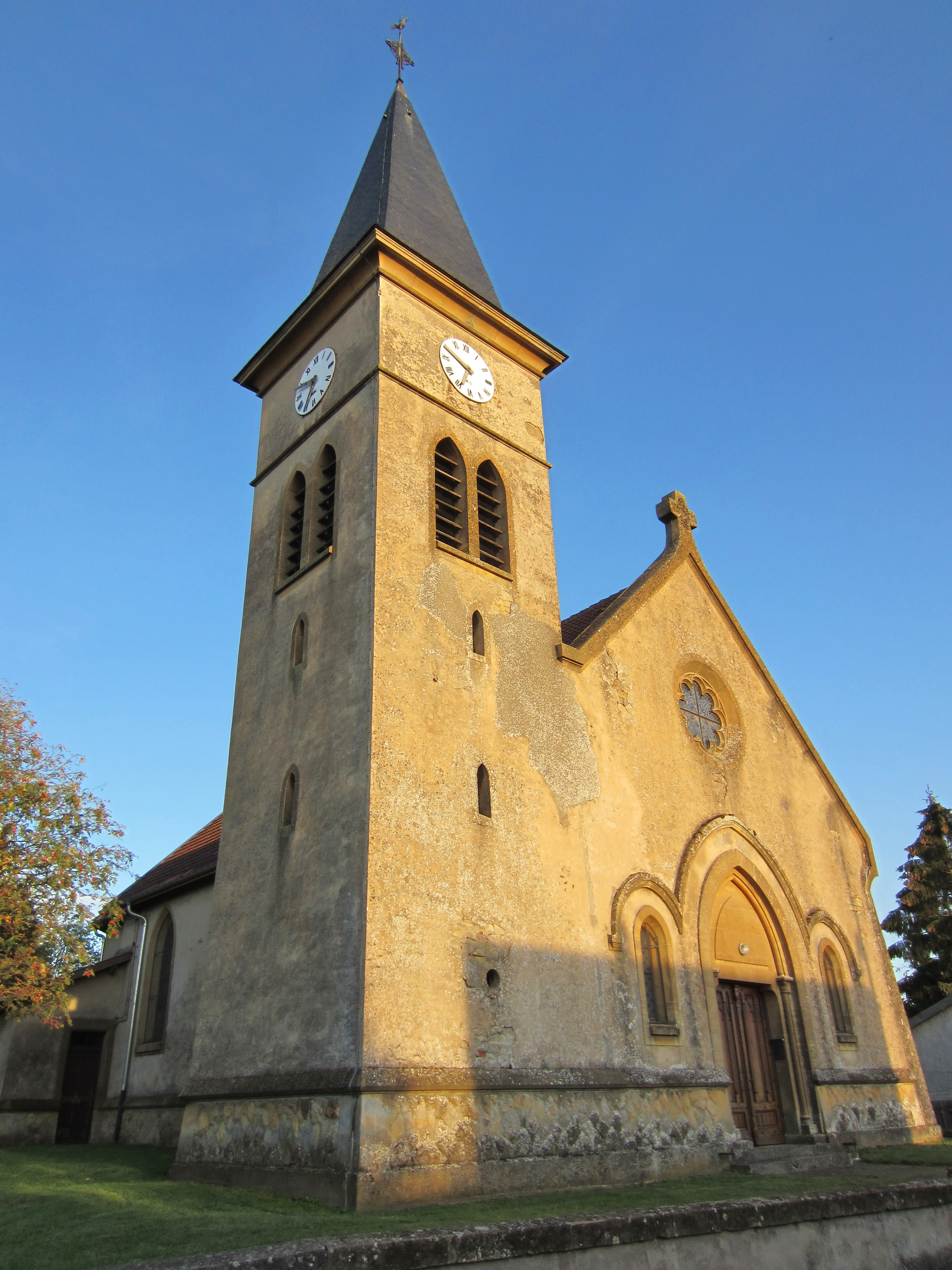
Église de la-Sainte-Trinité à Aix.

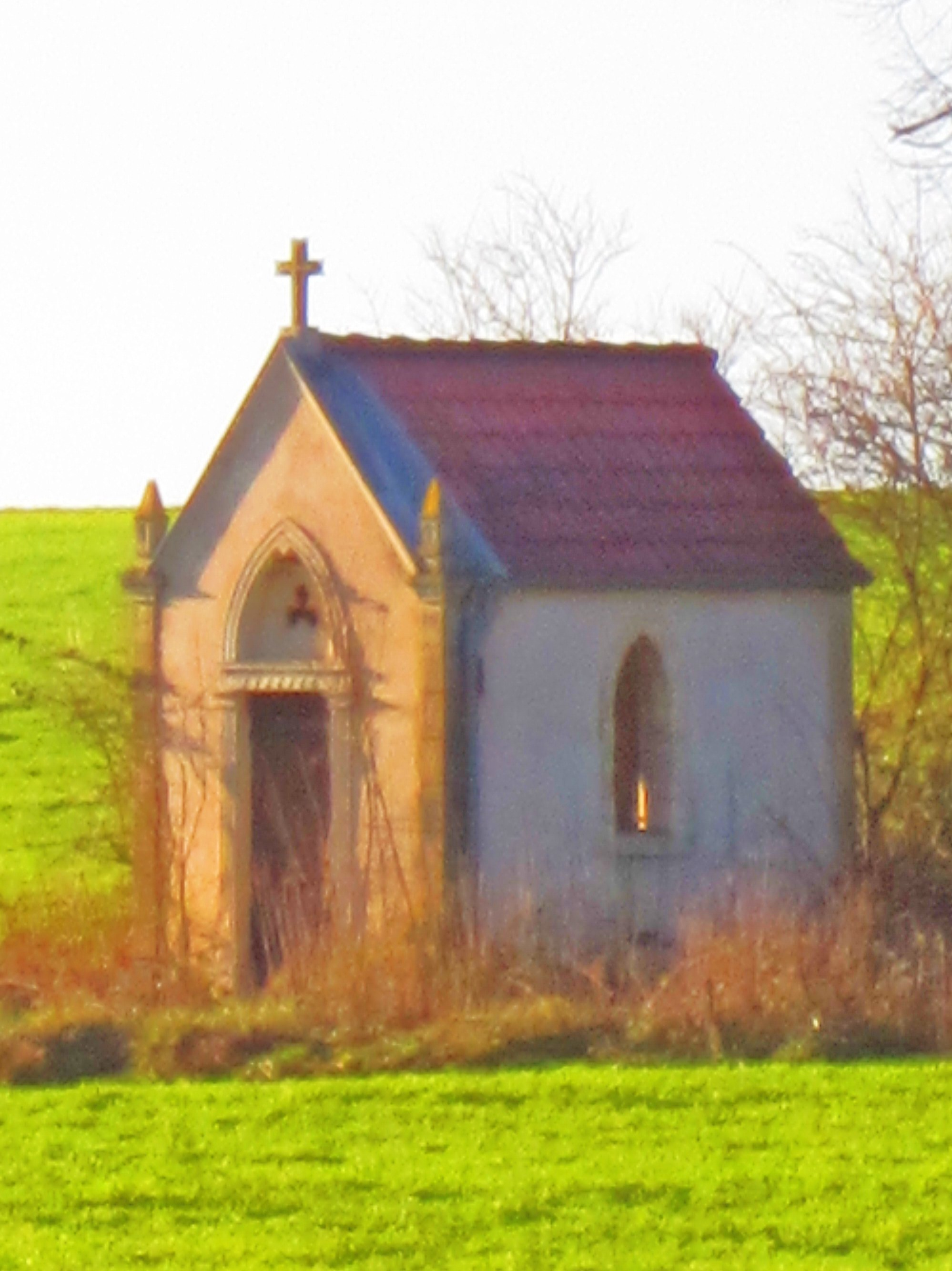
Chapelle Notre-Dame-de-l'Othain.

- Église paroissiale Saint-Sébastien à Gondrecourt reconstruite en 1839 ; clocher reconstruit vers 1920.
- Église paroissiale de la-Sainte-Trinité à Aix reconstruite vers 1920 ; en remplacement d'une église de 1784.
- Chapelle-oratoire Saint-Nicolas à l'ouest du village, au nord de la route de Rouvres, construite en 1900. Chapelle érigée par les soins de la municipalité, Archambeaux étant maire, et bénie par l'abbé Thiébaux, curé de la paroisse en 1900. Parait avoir remplacé un édifice plus ancien.
- Chapelle Notre-Dame-de-l'Othain.
- Une croix de chemin à Aix.
- Deux croix de chemin à Gondrecourt.

### Héraldique, logotype et devise
| Blason de Gondrecourt-Aix | Blason  | D'or à la montagne de six coupeaux de sable ; au chef d'azur chargé d'une couronne comtale d'or accostée de deux étoiles du même. |
| Blason de Gondrecourt-Aix | Détails | Le statut officiel du blason reste à déterminer.                                                                                  |